# Pat Cox
Patrick Cox, meglio conosciuto col diminutivo di Pat (Dublino, 28 novembre 1952), è un politico, giornalista e conduttore televisivo irlandese.
È stato europarlamentare dal 1988 al 2004, iscritto al gruppo ELDR; dal 2002 al 2004 è stato inoltre presidente del Parlamento Europeo.

## Biografia
Nato a Dublino, ma cresciuto a Limerick, si trasferì nella città natale per studiare al Trinity College. Successivamente divenne giornalista e presentatore televisivo. Lasciò il mondo del giornalismo per dedicarsi alla politica. Nel 1988 entrò nel Parlamento Europeo.
È membro del Gruppo Spinelli per il rilancio dell'integrazione europea.